# Professional Karate Association

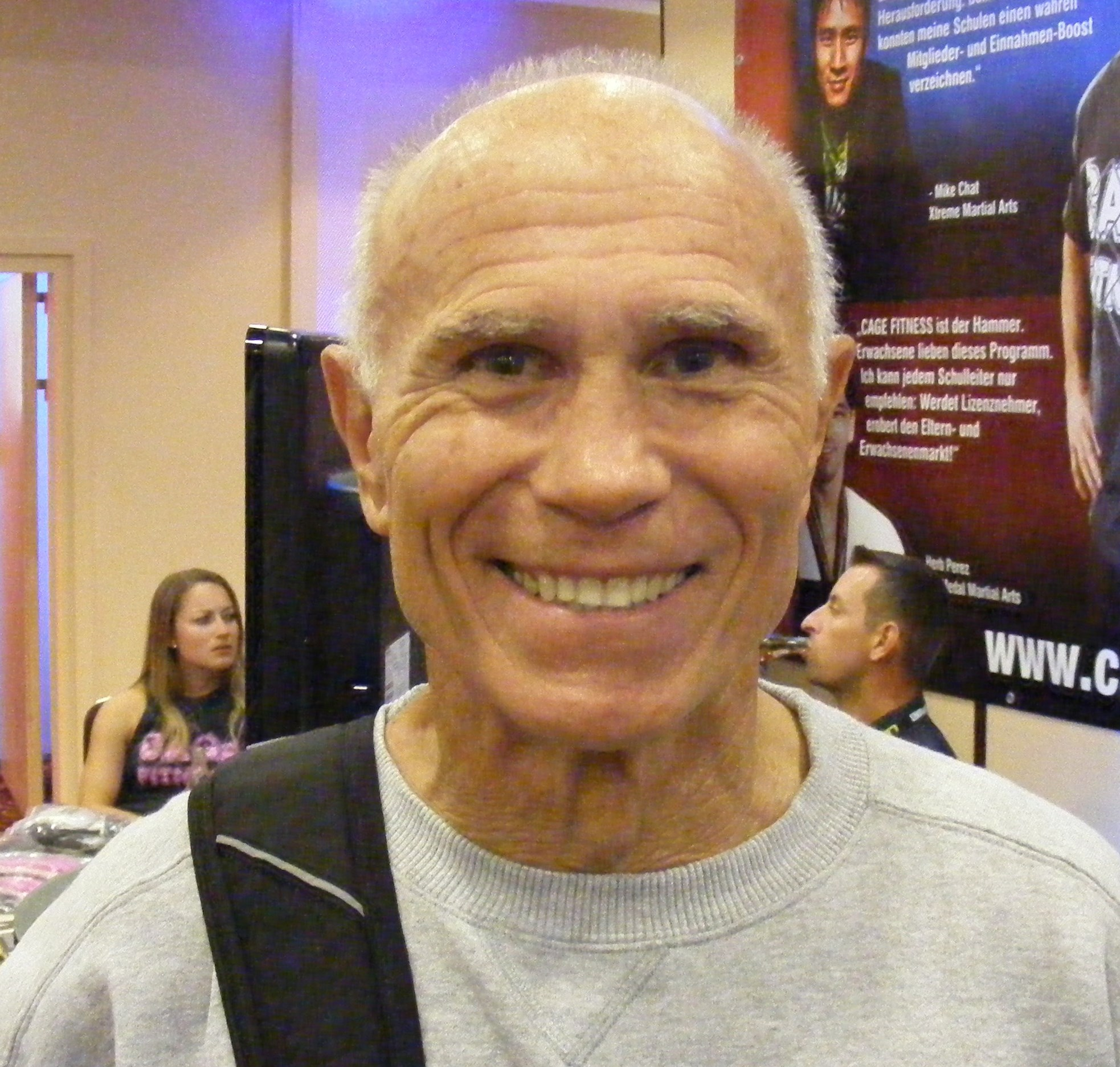
Bill Wallace, PKA-Karate-Weltmeister (1974–1980)

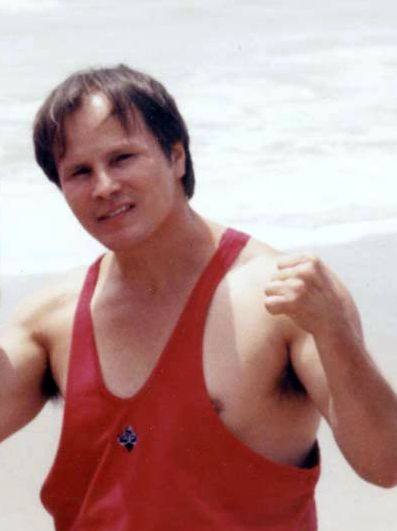
Benny Urquidez, PKA-Karate-Weltmeister (1976)

Die Professional Karate Association (PKA) war einer der ersten Karate-Weltverbände.
Sie wurde im Jahr 1974 von Don Quine, Judy Quine und Mike Anderson in Los Angeles gegründet und hatte das Ziel, Vollkontakt-Karate-Weltmeisterschaften durchzuführen. Aus der PKA heraus gründeten sich später verschiedene andere große Organisationen wie die WKA (1976) oder die ISKA (1985).

## Geschichte
Sofort nach ihrer Gründung im Jahr 1974 organisierte die PKA jährliche Karate-Weltmeisterschaften. Zwischen 1974 und 1985 war sie die bekannteste Karateorganisation. Die PKA war der erste Weltverband, der Regeln für Vollkontakt-Karate aufstellte. So waren nach PKA-Regeln Tritte nur oberhalb der Gürtellinie erlaubt. Im Jahr 1976 splitteten die ehemaligen PKA-Mitglieder Arnold Urquidez und Howard Hansen aus ihr die World Kickboxing and Karate Association. Die PKA hatte Ende der 1980er Jahre Fernsehverträge mit CBS, NBC und bis 1986 auch mit ESPN. Nach dreijährigen internen Streitereien übernahm Joe Corley in einem außergerichtlichen Vergleich im Jahr 1989 die Rechte an diesem Kampfsportweltverband. Bereits im Jahr 1985 gründeten jedoch unzufriedene PKA-Mitglieder die International Sport Karate Association (ISKA), auch als Reaktion auf finanzielle Probleme in der PKA. Ab 1986 bekam die ISKA den Exklusiv-TV-Vertrag mit der ESPN.
Von da an verlor die PKA an Bedeutung. Heute haben andere Kampfsportverbände wie die World Kickboxing and Karate Union oder die World Association of Kickboxing Organizations die Bedeutung übernommen, die die PKA einmal hatte.
Die bekanntesten Kämpfer der PKA waren Bill Wallace, Joe Lewis, Benny Urquidez, Howard Jackson, Tom Hall, Jeff Smith, Rick Roufus und Bob Thunder Thurman. Bereits bei der ersten Weltmeisterschaft 1974 in Los Angeles gab es für die Sieger Bill Wallace, Jeff Smith und Joe Lewis eine Siegprämie von je 3.000 Dollar.